# C.M. Messiaen
Charles-Marie Messiaen ( n. 1929 ) es un micólogo y botánico francés.
Fue por muchos años investigador principal del INRA Montpellier, en su "Estación de Patología Vegetal.

## Algunas publicaciones
- 1997. Lallemand, J; CM Messiaen; F Briand; T Etoh. Delimitation of varietal groups in garlic (Allium sativum L.) by morphological, physiological & biochemical characters. Acta Hortic. 433:123-132
- 1994. Messiaen, CM; J Lallemand; F Briand. Varietal groups in garlic cultivars. Acta. Hortic. 358:157-159
- 1992.  L'intérêt de lignées collectées en Haïti pour l'amélioration variétale du haricot grain (Phaseolus vulgaris L). Agronomie 12: 503-513
- 1991. Ano, G; Y Hebertb; P Priorc; CM Messiaend. A new source of resistance to bacterial wilt of eggplants obtained from a cross: Solanum aethiopicum L × Solanum melongena L. Agronomie 11: 555-560

### Libros
- 1995. Enfermedades de las hortalizas. Ed. Madrid Mundi-Prensa. 361 pp. ISBN 84-7114-502-2
- 1993. Messiaen CM, Cohat J, Leroux JP, Pichon M, Beyries A. Les Allium alimentaires reproduits par voie végétative. INRA Editions. 230 pp.
- 1992. The tropical vegetable garden: principles for improvement and increased production, with applications to the main vegetable types. Edición ilustrada de Macmillan, 514 pp. ISBN	0333570774
- 1991. CM Messiaen; D Blancard; E Rouxel; R Lafon. Les maladies des plantes marachbres. 3ª ed. INRA, París. 552 pp. ISBN 2-7380-0286-2
- 1980. Le potager tropical. 1 Generalite. 2 y 3 Cultures spéciales. Presses Universitarires de France
- 1979. Las hortalizas. 455 pp. México: Blume
- 1975. El huerto tropical 3 cultivos especiales. Presses Universitarires de France
- 1974. Le potager tropical: Généralités. Vol. 6 de Techniques vivantes. Vol. 1 de Le potager tropical. 2ª edición de Presses Universitaires de France, 567 pp. ISBN 2853190080
- 1970. Les maladies des plantes maraîchères. CM Messiaen, R Lafon. 2ª edición de INRA, 441 pp.

- La abreviatura «Messiaen» se emplea para indicar a C.M. Messiaen como autoridad en la descripción y clasificación científica de los vegetales.[3]